# Casa de Brienne
O Condado de Brienne eraum condado medieval na França relacionado com a comuna de Brienne-le-Château.

Brasão de armas da Casa de Brienne (Condes de Brienne)

## Condes de Brienne
- Engelberto III
- Engelberto IV
- Gualtério I (? – c. 1090)
- Erardo I (c. 1090 – c. 1120?)
- Gualtério II (c. 1120? – c. 1161)
- Erardo II (c. 1161 – 1191)
- Gualtério III (1191–1205)
- Gualtério IV (1205–1246)
- João (1246 – c. 1260)
- Hugo (c. 1260–1296)
- Gualtério V (1296–1311)
- Gualtério VI (1311–1356)
- Isabela (1356–1360) with her son:
- Sohier (1356–1364)
- Gualtério VII (1364–1381)
- Luis I (1381–1394)
- Margarida (1394–1397) com seu marido:
- João de Luxemburgo (1394–1397)
- Pedro  I, Conde de St-Pol (1397–1433)
- Luis I, Conde de St-Pol (1433–1475)
- Pedro II, Conde de St-Pol (1475–1481)
- Antônio I, Conde de Ligny (1481–1519)
- Carlos de Ligny (1519–1530)
- Antônio  II de Ligny (1530–1557)
- João de Ligny (1557–1576)
- Carlos  de Brienne (1576–1608) (criou o Ducado de Brienne em 1587; extinto com sua morte)
- Luísa de Brienne (1608–1647)
- Luísa de Béon (1647–?) com seu marido:
  - Henrique-Augusto de Loménie, Conde de Brienne (1647–1666)
- Luis Henrique de Loménie, Conde de Brienne (1666–1698)
- Nicolas de Loménie, Conde de Brienne (1698–1758)
- Luis Maria Atanásia de Loménie (1758–1794)